# Martín Menacho
José Martín Menacho (Santa Cruz de la Sierra, 7 augustus 1973) is een voormalig Boliviaans voetballer, die speelde als aanvaller. Hij beëindigde zijn actieve loopbaan in 2010 bij de Boliviaanse club The Strongest.

## Clubcarrière
Menacho begon zijn professionele loopbaan in 1993 bij Club Destroyers en kwam daarnaast uit voor de Boliviaanse topclub Club Jorge Wilstermann, Club Bolívar, The Strongest en Club Blooming. Met die laatste club won hij in 2009 de landstitel. Verder speelde hij clubvoetbal in Peru (Club Sport Áncash).

## Interlandcarrière
Menacho speelde in totaal zes interlands voor Bolivia in de periode 1999-2001 en scoorde geen enkele keer voor La Verde. Onder leiding van de Argentijnse bondscoach Héctor Veira maakte hij zijn debuut op woensdag 28 april 1999 in de vriendschappelijke wedstrijd tegen Chili (1-1) in Cochabamba. Hij moest in die wedstrijd na 64 minuten plaatsmaken voor Milton Coimbra. Menacho nam in 1999 met zijn vaderland deel aan de strijd om de FIFA Confederations Cup.

## Erelijst
Real Potosí
- Topscorer Liga de Boliviano

2004-A (15 goals)
 Club Blooming
- Liga de Boliviano

1998, 1999
 Club Bolívar
- Liga de Boliviano

2005, 2006 [A]